# Prosoplus obliqueplagiatus
Prosoplus obliqueplagiatus är en skalbaggsart som beskrevs av Stefan von Breuning 1938. Prosoplus obliqueplagiatus ingår i släktet Prosoplus och familjen långhorningar. Inga underarter finns listade i Catalogue of Life.